# Pre-preg

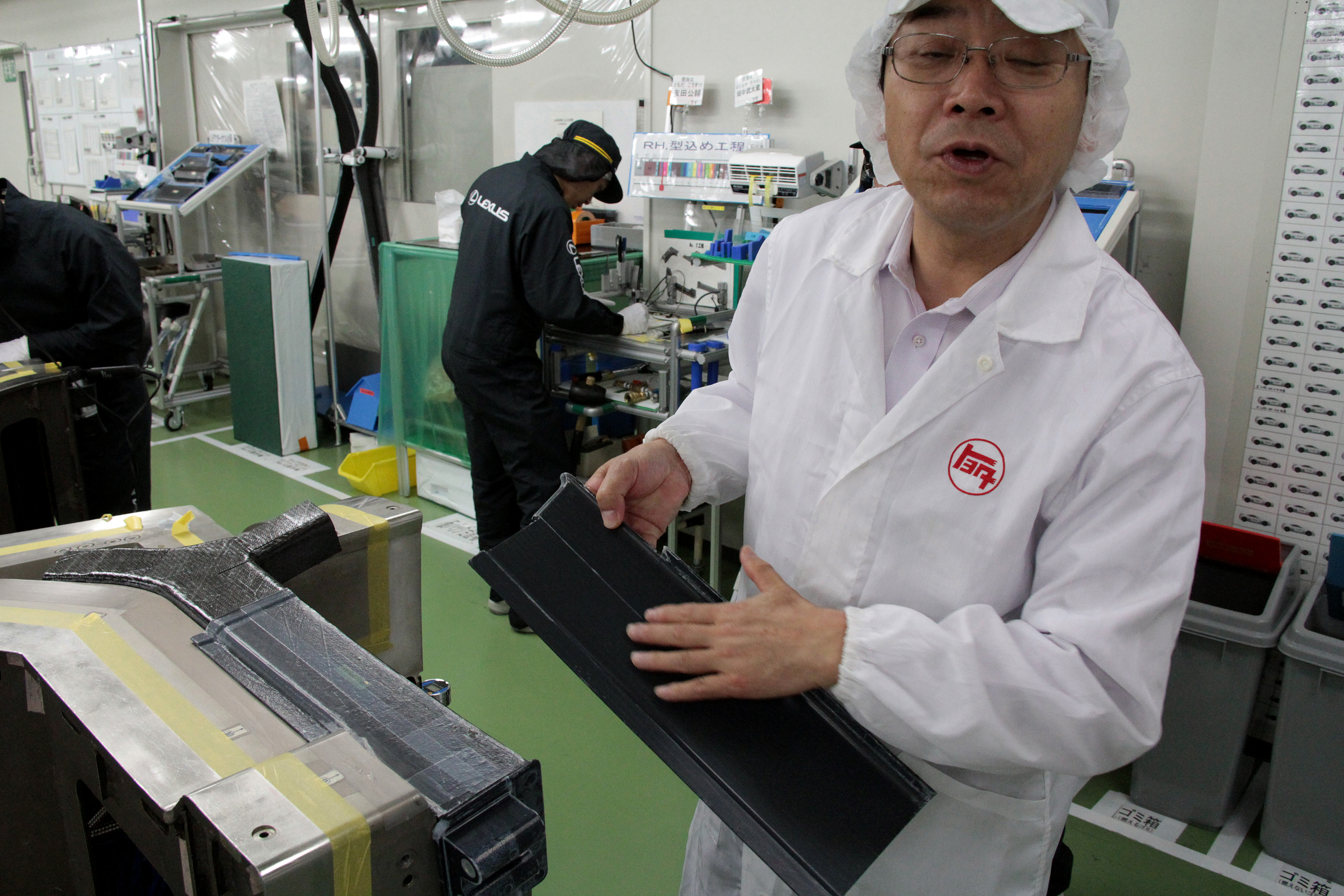
L'enginyer en cap de LFA, Haruhiko Tanahashi, mostra una peça de material CFRP preimpregnat a la sala neta utilitzada per a la producció de LFA.

El preimpregnat és un material compost fet de fibres "preimpregnades" i una matriu polimèrica parcialment curada, com la resina epoxi o fenòlica, o fins i tot termoplàstic barrejat amb gomes líquides o resines. Les fibres sovint prenen la forma d'un teixit i la matriu s'utilitza per unir-les i amb altres components durant la fabricació. La matriu termoestable només es cura parcialment per permetre un fàcil maneig; aquest material B-Stage requereix un emmagatzematge en fred per evitar la curació completa. El preimpregnat B-Stage sempre s'emmagatzema en zones refrigerades, ja que la calor accelera la polimerització completa. Per tant, les estructures compostes construïdes amb preimpregnats requereixen majoritàriament un forn o un autoclau per curar. La idea principal d'un material preimpregnat és l'ús de propietats mecàniques anisòtropes al llarg de les fibres, mentre que la matriu de polímer proporciona propietats de farciment, mantenint les fibres en un sol sistema.

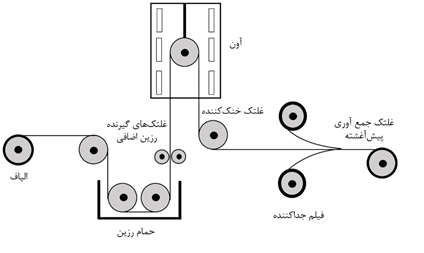
Mètode de fabricació de compostos preimpregnats.

El preimpregnat permet impregnar les fibres sobre una superfície plana treballable, o més aviat en un procés industrial, i després formar les fibres impregnades amb una forma que podria resultar problemàtica per al procés d'injecció en calent. El pre-impregnat també permet impregnar una gran quantitat de fibra i després emmagatzemar-la en una àrea refrigerada (per sota de 20 °C) durant un període prolongat de temps per curar més tard. El procés també pot consumir molt de temps en comparació amb el procés d'injecció en calent i el valor afegit per a la preparació preimpregnada es troba en l'etapa del proveïdor del material.

## Àmbits d'aplicació
Aquesta tècnica es pot utilitzar en la indústria aeronàutica. Com en principi, el preimpregnat té el potencial de processar mides de lots. Tot i que la fibra de vidre té una gran aplicabilitat en aeronaus, específicament en motors d'avions petits, la fibra de carboni s'utilitza en aquest tipus d'indústries a un ritme més elevat, i la demanda d'aquesta és augmentant. Per exemple, la caracterització de l'Airbus A380 es gestiona mitjançant una fracció de massa. Aquesta fracció de massa és d'aproximadament el 20%, i l'Airbus A350XWB per una fracció de massa d'aproximadament el 50% dels preimpregnats de fibra de carboni. Els preimpregnats de fibra de carboni s'utilitzen en els perfils aerodinàmics de la flota d'Airbus durant més de 20 anys.
L'ús del preimpregnat a la indústria de l'automòbil s'utilitza en quantitats relativament limitades en comparació amb altres tècniques com ara la col·locació de cintes automatitzada i la col·locació automatitzada de fibres. La raó principal d'això és el cost relativament elevat de les fibres preimpregnades, així com dels compostos utilitzats en motlles. Un exemple d'aquests materials són el compost d'emmotllament a granel (BMC) o el compost d'emmotllament de làmines (SMC).

## Tipus de fibra aplicables
Hi ha molts tipus de fibres que poden ser excel·lents candidats per a la preparació de fibres preimpregnades. Les fibres més comunes entre aquests candidats són les fibres següents.
- Fibres de vidre
- Tela de vidre
- Fibres de basalt
- Fibres de carboni
- Fibres d'aramida

## Usos dels preimpregnats
Hi ha molts productes que utilitzen el concepte de preimpregnat, entre els quals es troba el següent.
- Motorsport.
- Viatge espacial.
- Equipament esportiu.
- Vela.
- Tecnologia ortopèdica tant en ortesis com en pròtesis.
- En enginyeria elèctrica com a "capa intermèdia" en plaques de circuits multicapa i com a material aïllant per a màquines elèctriques i transformadors.
- Pales del rotor en aerogeneradors.